# Walafrida nitida
Walafrida nitida là một loài thực vật có hoa trong họ Huyền sâm. Loài này được E. Mey. miêu tả khoa học đầu tiên.